# Людовик Тарентский
Людовик Тарентский (фр. Louis de Tarente, итал. Luigi di Taranto; 1320 — 1362) — король Неаполя с 1346 года, граф Прованса и Форкалькье, соправитель Джованны I. Сын Филиппа I д’Анжу, принца Тарентского, и Катерины де Валуа-Куртене.
После того, как его старший брат Роберт в 1346 году стал титулярным императором Константинополя, Людовик получил от него княжество Таранто.

## Биография

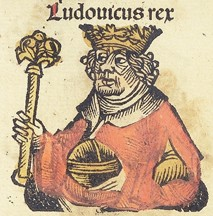
Людовик Тарентский

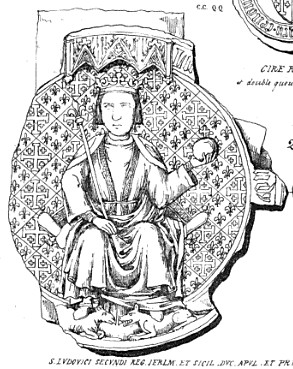
Печать Людовика Тарантского.

Людовик Тарентский был любовником неаполитанской королевы Джованны I и участвовал в убийстве её мужа Андрея Венгерского. После этого сам женился на Джованне и стал королём.
В 1347 году король Венгрии Лайош I Великий вторгся в неаполитанские владения, желая отомстить за смерть брата, и Людовик с Джованной бежали в Прованс.
Лайош покинул Неаполь из-за эпидемии чумы, и Людовик с женой вернулись в Италию. Но снова занять престол им не удалось — их королевство по-прежнему было оккупировано венгерскими войсками.
В следующем году Лайош вновь оккупировал Неаполь, Джованна с мужем нашли убежище в Гаэте. Посредником между монархами стал папа Климент VI.
Обе стороны согласились на расследование убийства Эндре под папским контролем. Вердикт папы был неожиданным: Джованну признали участницей убийства, но не виновной, поскольку она действовала по наущению дьявола. Лайош согласился в вердиктом и вернулся во Францию, признав Джованну королевой Неаполя. Вскоре стала ясна причина столь мягкого приговора: Климент за ничтожную сумму выкупил у Джованны Авиньон.
Людовик Тарентский сдерживал расточительность и легкомыслие Джованны. Фактически именно он был правителем Неаполитанского королевства в 1350—1362 годах.

## Семья и дети
От союза с Джованной Неаполитанской:
- Катерина (1347—1364)
- Франциска (1349—1352)

Людовик был отцом двух незаконнорожденных детей:
- Эсклабонда
- Клеменция